# Brian Kelley
Brian Edward Kelley (nascut el 26 d'agost de 1985) és un cantant i compositor estatunidenc, conegut per haver format part del duo Florida Georgia Line. Kelley és d'Ormond Beach, Florida, però va traslladar-se a Nashville per a estudiar i jugar a beisbol a la Universitat Belmont, on va conéixer Tyler Hubbard, l'altre membre de Florida Georgia Line.

## Discografia

### Àlbums d'estudi
| Títol                  | Data de llançament | Discogràfica                                     | Format                            |
| ---------------------- | ------------------ | ------------------------------------------------ | --------------------------------- |
| Sunshine State of Mind | 25 de juny de 2021 | Nashville South Records · Warner Music Nashville | Descàrrega digital, streaming, CD |